# کریستینا اویوس
کریستینا اویوس (اسپانیایی: Cristina Hoyos‎؛ زادهٔ ۱۹۴۶) هنرمند رقص، طراح رقص، بالرین و هنرپیشه اهل اسپانیا است.
او در مراسم افتتاحیهٔ بازی‌های المپیک تابستانی ۱۹۹۲ حضوری چشم‌گیر داشت.

## گزیدهٔ فیلم‌شناسی
- عشق، افسونگر (۱۹۸۶)
- کارمن (۱۹۸۴)
- عروسی خون (۱۹۸۱)
- کارمن (۱۹۸۳)
- آخرین ملاقات (۱۹۶۷)